# 高倉健 (実業家)
高倉 健（たかくら けん、1964年7月11日 - ）は、日本の実業家、ナチュラル・オーガニックアイテム開発者。たかくら新産業代表取締役社長。俳優の高倉健と同姓同名。

## 経歴

### 子供時代 - 会社員時代
祖母の代から京都市内で洋服のプリント生地の製造・販売を営む家の3代目として1964年（昭和39年）7月11日に誕生。祖父や父が守ってきた家業をそのまま継ぐことに納得がいかず、大学は実家から遠く離れた東京の明治大学に入学。経営者でもある祖母や父の姿を見て育ち、「自分も何か事業を起こしたい」と自然と思うようになり「30歳までに起業する」と目標を据えて、1987年大学卒業後、セゾングループの西武百貨店に入社。当時、ファッションの流行発信基地となっていた渋谷店のSEED館に配属。企画担当として、販売計画の立案、カタログ制作、イベント企画に従事した。
1991年　製造分野の経験をするために、繊維の専門商社へ転職。複数の一流ブランドの洋服のOEM生産に従事。

### たかくら新産業創業時
1993年6月29日　株式会社たかくら新産業を設立。繊維専門商社で担当していた仕事を受託契約する一方、「まだ日本にないコンセプトのもので、日本人が誰も知らないもの。しかも単に面白いだけではなく、それを作っている国の文化や、作り手の思いを一緒に伝えられる世界中の商品を、日本のマーケットに紹介していくビジネス」での自立を目指すため、輸入販売事業をスタート。日本で馴染みの薄かったアロマテラピーの「アフロディシア ナチュラル」やボクサーブリーフの「ツーイグジスト」、フランスのブランド「レクソン」などを日本に紹介。
1998年、ペットグッズの輸入販売を開始。ペットグッズ市場にインポートアイテムを紹介。現在のペットブームの先駆けとして、高級百貨店にてインポートセレクトショップ「A.P.D.C.」を展開。
1999年、スペイン生まれのスキンケアブランド「ナチュラ ビセ」の輸入販売を開始、大手百貨店からの出店要請。売上は飛躍的に伸びたものの、テナントの広告出稿量やイベント展開などの要望への対応に追われ、自転車操業に近い状態に追い込まれた。
2000年、オーストラリアのナチュラルコスメ「PERFECT POTION」を販売。 スキンケア、ボディケア、ヘアケアなどのトータルブランドとして百貨店、専門店にて展開。ボディスプレー「バズ オフ ボディスプレー」がヒットする。

### 死を意識・オリジナルブランド誕生
2007年、妻の乳癌が発覚。無事に手術が終わったものの、本人も原因不明の病に倒れてしまい入院、1カ月経った頃から死を意識するようにんる。「このまま死んでしまったら、自分の人生は一体何だったのだろう。本当に自分しかできないことをしてきたのか。もう一度チャレンジして、大勢の人に感謝される仕事をしたい。」と心をから思うようになった。それを機に、百貨店からのナチュラ ビセ事業の撤退を決断。
一度死に直面したことをきっかけに、健康を意識するようになり、体に安心・安全なオーガニックに目を向け始めた。取引先との商談で訪れた豪州で、ゴールドコーストにあるショップを見て回った時、日常生活のあらゆるところで使うオーガニック商品で溢れていることに驚き、「安心・安全だけではなく本当に効果のあるオーガニック商品を自分で作って世に送り出したい」という思いが生まれた。帰りの飛行機で突然オリジナルブランドをつくろうとイメージが湧き、8時間メモを書き続け、オリジナルブランドである「made of Organics （メイドオブオーガニクス）」のブランド構築や事業の具体的なプランが誕生した。
オーガニックの黎明期である2008年、高い安全性と使いごこち、手に取りやすい価格を追求したオリジナルブランド「メイドオブオーガニクス」の企画・販売をスタート。他社ブランドのインポート主体の事業からオリジナルブランドによる製造・販売を主体とする事業へ180度転換。
2010年、最大手ペットグッズ通販誌にて、2009年年間売れ筋ランキング・おもちゃ部門でトップを獲得したドッグトイ「Chew」を中国生産から日本生産にシフト。 国内で間伐材のプロダクト開発に取り組む森林保全団体“more trees” の協力を得て「Chew for more trees」として販売。
100%天然成分で消臭・抗菌を実現した「kirei water」や、コンセントに差し込むだけのアロマディフューザー「plug aroma」を発売。脱毛サロンから生まれたデリケートゾーン用ケアブランド「Pubicare」を企画・発売（現在はリニューアルし、Pubicare organicとして展開）。
2012年、正規代理店として取り扱うオーストラリアのナチュラルコスメ「PERFECT POTION アウトドアボディスプレー」がAmazon年間ランキングコスメ・化粧品部門総合で第1位を受賞。その後3年連続第1位を獲得。

### オーガニックの変革に向けた挑戦
「ケミカルユーザーにも安心して使ってもらえるものをつくりたい。」をテーマに、オーガニックは「安心・安全だけれど効果が薄い」というイメージを打破するため、「プレミアム（価値がある）」「アクティブ（効果がある）」「イノベーティブ（革新的）」「リーズナブル（手に届く価格）」の4つのポイントを掲げ、需要を喚起している。その後、オーガニックアイテムの有機JAS認証の取得や 特許取得など、オーガニックを身近な存在とすべくさまざまな商品を世に送り出し、オーガニックの日本での概念を大きく変革することに寄与。
2017年、デリケートゾーンケア アンバサダー講座をスタート。看護師や保健師など女性の健康に関する仕事をする人を対象に、産婦人科医の監修のもと、助産師が講師となり、日常の適切な習慣や、間違った手入れによるトラブルを解説。産婦人科医の宋美玄との交流が深く、「セックスのすべてに、新提案。」セクシュアル・アメニティ・ブランド「bda ORGANIC」を企画・発売。
2018年6月、ヤマザキ動物看護大学動物看護学部准教授の茂木千恵らと共に、国内で初めてヤマザキ動物看護大学の倫理審査委員会の承認を得てペットのCBD研究をスタート。
2019年、動物行動学の専門家であり、坂上どうぶつ王国出演の福山貴昭と共に機能性・機動性を考慮した、ペット用防災バッグ「BOUSAI GO BAG」の企画・発売。
一番大切な人に心から「だいじょうぶ」だと思えるものだけを、世界中から厳選してお届けする「だいじょうぶなもの」ブランドを企画・発売。植物と真摯に向き合う姿勢、ほぼ全てが手作業という妥協なき生産方法、原材料のすべてが無農薬・無化学肥料という徹底的なこだわりを持つ日本の生産者と共に、「有機植物発酵エキス」と「ワイルドシーベリージュース」などの商品を企画・販売。
日本人の髪質や頭皮、日本の風土を前提に考えられた、潔いヘアケアのシリーズ「余[yo]」を企画・発売。ヘアスタイリスト高柳潤、ブックディレクター幅允孝、デザイナー長嶋りかこらとに共にブランド・商品を開発。2021年、皆川明が手掛けるミナ・ペルホネン（minä perhonen）のデザインによるスペシャルパッケージボトルを販売。
動物におけるCBD（カンナビジオール）の可能性を動物医療的に研究し情報共有を行う、獣医師等動物医療従事者やペットに関わる専門職のための研究会「アニマルCBD研究会」を発足。ヤマザキ動物看護大学動物看護学部准教授の茂木千恵と共に、小動物におけるカンナビノイドに関する研究をスタート。
2020年、米国のペット用CBDブランド「Mary’s TAILS」、「treatibles」を輸入販売。
2020年より起業を目指す若者に対し、「若者の持つエネルギーをなんとか形にしたい」という思いから、無料でコンサルや相談会を行っている。

## 特許関連商品
- made of Organcs マヌカハニー＋カモミールスプレー＜オレンジ・ミント・グレープ＞－特許第6821210号
- made of Organcs オーガニック ホワイトニング トゥースペースト ＜シルクパウダー＞－特開2003-192530（P2003-192530A）

## 受賞歴
MOTHER EARTH、公益財団法人日本環境協会 エコマーク事務局のコラボレーションイベント「サスティナブルコスメアワード」2019年 ファイントイレタリー賞